# Turrubares (canton)
Turrubares est un canton de la province de San José au Costa Rica.

## Géographie

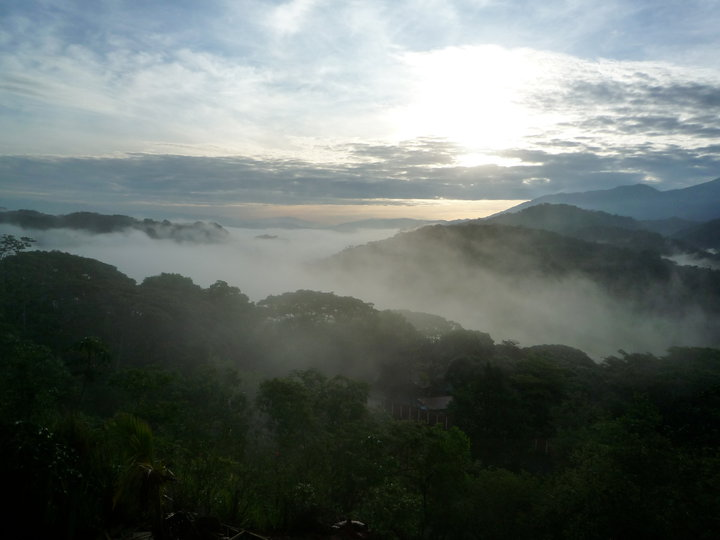
Montagnes dans le parc national de Carara.

## Histoire
Le canton a été créé par la loi du 30 juillet 1920.

## Districts
Le canton de Turrubares est subdivisé en cinq districts (distritos):
1. San Pablo
2. San Pedro
3. San Juan de Mata
4. San Luis
5. Carara